# سوگو کورپوریشن
سوگو کورپوریشن (انگلیسی: Sogou Corporation) شرکت فناوری اطلاعات چینی است، که در سال ۲۰۰۴ تأسیس شد.